# Mohamed Blal
Mohamed Blal (Marruecos, 1982) es un atleta marroquí afincado en España, especialista en carreras de cross, media Maratón y Maratón. Posee una marca de 29:08 en la prueba de 10 km en ruta y 1:02:50 en media Maratón (Santoña, 2014).
En el año 2009 comenzó a correr en España con su aparición en los 15 km de Cuenca. En noviembre de 2010 alcanzó la 2ª posición en el XV Quixote Maratón Internacional de Castilla-La Mancha, disputado entre las ciudades de Ciudad Real y Miguelturra.
En 2011 fue el ganador de la prueba de Siete Aguas realizada en la Comunidad Valenciana, considerada una de las más importantes de la temporada española. También en 2011 fue el vencedor de la VI edición de la Carrera Popular de Paracuellos realizada sobre un circuito urbano de 10 km. 
El 24 de enero de 2012 fue el primer clasificado en la media Maratón ciudad de Getafe con una marca de  1:03:04. El 19 de febrero de 2012 ganó la 28ª edición del Maratón Ciudad de Sevilla en la que participaron más de 5500 corredores, con un tiempo de 2:13:41.
En 2014 ganó la Media Maratón de Santoña, con un tiempo de 1h 02'50".